# チャカレーラ
チャカレーラ（chacarera）は、アルゼンチンの民族舞踊の名前である。アルゼンチン北西部のサンティアゴ・デル・エステロが発祥の地だと言われる。
曲の構成はきわめて単純で、前奏－テーマ－間奏－テーマ－間奏－テーマ－テーマという構成を1単位として、これを2回繰り返す。前奏と間奏は通常まったく同じメロディーなので、事実上2種類のメロディーを繰り返すだけである。前奏(間奏)は6小節または8小節、テーマは8小節または12小節である。前奏(間奏)8小節、テーマを12小節とする、やや長めの構成の曲をチャカレーラ・ドブレchacarera dobleと称する場合がある。
楽器はギター(クラシックギター)とボンボを基本として、歌の付く曲が多く、様々な旋律楽器も使われる。リズムは便宜上譜面では6／8拍子で表記されるが、実際は2拍子と3拍子が同時進行する独特なものである。
代表的な曲は以下のとおり
- 古きチャカレーラ La vieja (曲ディアス兄弟Hermanos Diaz／詞オスカル・バジェスOscar Valles)
- 青い花 Flor azul (マリオ・アネド・ガジョMario Anedo Gallo／A.R.ビジャルA.R.Villar)
- 悲しみのチャカレーラ Chacarera de un triste (J.A.ヘレスJ.A.Jerez)
- 私の村においで Entre a mi pago sin golpear (カルロス・カラバハルC.Carabajal／P.R.トルジェンケP.R.Trullenque)

など
また、曲の構成と踊りに若干の違いがあるが、チャカレーラときわめて類似したアルゼンチン北西部の舞踊曲に、以下のような種類がある。
- ガト gato スペイン語で「ネコ」の意味である。踊り手の手のしぐさがネコの手の動きのように見えるためこの名がある
- エスコンディード Escondido　かくれんぼの意味である
- レメディオ Remedio
- マランボ　(タップダンス)